# Chile en la clasificación de la Conmebol para la Copa Mundial de Fútbol

## Estadísticas
• Actualizado hasta el partido Bolivia - Chile (10 de junio de 2025).
| Año   | Resultado                                    | Pos.                                         | PJ                                           | PG                                           | PE                                           | PP                                           | GF                                           | GC                                           | Dif.                                         | Goleador(es)                                                         |
| ----- | -------------------------------------------- | -------------------------------------------- | -------------------------------------------- | -------------------------------------------- | -------------------------------------------- | -------------------------------------------- | -------------------------------------------- | -------------------------------------------- | -------------------------------------------- | -------------------------------------------------------------------- |
| 1930  | Invitado.                                    | Invitado.                                    | Invitado.                                    | Invitado.                                    | Invitado.                                    | Invitado.                                    | Invitado.                                    | Invitado.                                    | Invitado.                                    | Invitado.                                                            |
| 1934  | Se retiró.                                   | Se retiró.                                   | Se retiró.                                   | Se retiró.                                   | Se retiró.                                   | Se retiró.                                   | Se retiró.                                   | Se retiró.                                   | Se retiró.                                   | Se retiró.                                                           |
| 1938  | Se retiró.                                   | Se retiró.                                   | Se retiró.                                   | Se retiró.                                   | Se retiró.                                   | Se retiró.                                   | Se retiró.                                   | Se retiró.                                   | Se retiró.                                   | Se retiró.                                                           |
| 1950  | Clasificado por retiro de dos participantes. | Clasificado por retiro de dos participantes. | Clasificado por retiro de dos participantes. | Clasificado por retiro de dos participantes. | Clasificado por retiro de dos participantes. | Clasificado por retiro de dos participantes. | Clasificado por retiro de dos participantes. | Clasificado por retiro de dos participantes. | Clasificado por retiro de dos participantes. | Clasificado por retiro de dos participantes.                         |
| 1954  | No clasificado                               | 3.º                                          | 4                                            | 0                                            | 0                                            | 4                                            | 1                                            | 10                                           | -9                                           | Eduardo Robledo (1)                                                  |
| 1958  | No clasificado                               | 7.º                                          | 4                                            | 1                                            | 0                                            | 3                                            | 2                                            | 10                                           | -8                                           | Guillermo Díaz, Jaime Ramírez (1)                                    |
| 1962  | Anfitrión.                                   | Anfitrión.                                   | Anfitrión.                                   | Anfitrión.                                   | Anfitrión.                                   | Anfitrión.                                   | Anfitrión.                                   | Anfitrión.                                   | Anfitrión.                                   | Anfitrión.                                                           |
| 1966  | Clasificado                                  | 3.º                                          | 4                                            | 2                                            | 1                                            | 1                                            | 12                                           | 7                                            | +5                                           | Leonel Sánchez, Alberto Fouillioux (3)                               |
| 1970  | No clasificado                               | 6.º                                          | 4                                            | 1                                            | 2                                            | 1                                            | 5                                            | 4                                            | +1                                           | Francisco Valdés, Adolfo Olivares (2)                                |
| 1974  | Clasificado                                  | 2.º                                          | 3                                            | 2                                            | 0                                            | 1                                            | 4                                            | 3                                            | +1                                           | Julio Crisosto, Sergio Ahumada, Francisco Valdés, Rogelio Farías (1) |
| 1978  | No clasificado                               | 4.º                                          | 4                                            | 2                                            | 1                                            | 1                                            | 5                                            | 3                                            | +2                                           | Elías Figueroa (2)                                                   |
| 1982  | Clasificado                                  | 2.º                                          | 4                                            | 3                                            | 1                                            | 0                                            | 6                                            | 0                                            | +6                                           | Patricio Yáñez, Carlos Caszely (2)                                   |
| 1986  | No clasificado                               | 6.º                                          | 8                                            | 4                                            | 2                                            | 2                                            | 17                                           | 12                                           | +5                                           | Jorge Aravena (7)                                                    |
| 1990  | No clasificado                               | 5.º                                          | 4                                            | 2                                            | 1                                            | 1                                            | 9                                            | 4                                            | +5                                           | Juan Carlos Letelier (3)                                             |
| 1994  | Suspendida por la FIFA.                      | Suspendida por la FIFA.                      | Suspendida por la FIFA.                      | Suspendida por la FIFA.                      | Suspendida por la FIFA.                      | Suspendida por la FIFA.                      | Suspendida por la FIFA.                      | Suspendida por la FIFA.                      | Suspendida por la FIFA.                      | Suspendida por la FIFA.                                              |
| 1998  | Clasificado                                  | 4.º                                          | 16                                           | 7                                            | 4                                            | 5                                            | 32                                           | 18                                           | +14                                          | Iván Zamorano (12)                                                   |
| 2002  | No clasificado                               | 10.º                                         | 18                                           | 3                                            | 3                                            | 12                                           | 15                                           | 27                                           | -12                                          | Marcelo Salas, Iván Zamorano (4)                                     |
| 2006  | No clasificado                               | 7.º                                          | 18                                           | 5                                            | 7                                            | 6                                            | 18                                           | 22                                           | -4                                           | Mauricio Pinilla (3)                                                 |
| 2010  | Clasificado                                  | 2.º                                          | 18                                           | 10                                           | 3                                            | 5                                            | 32                                           | 22                                           | +10                                          | Humberto Suazo (10)                                                  |
| 2014  | Clasificado                                  | 3.º                                          | 16                                           | 9                                            | 1                                            | 6                                            | 29                                           | 25                                           | +4                                           | Arturo Vidal, Eduardo Vargas (5)                                     |
| 2018  | No clasificado                               | 6.º                                          | 18                                           | 8                                            | 2                                            | 8                                            | 26                                           | 27                                           | -1                                           | Alexis Sánchez (7)                                                   |
| 2022  | No clasificado                               | 7.º                                          | 18                                           | 5                                            | 4                                            | 9                                            | 19                                           | 26                                           | -7                                           | Alexis Sánchez (5)                                                   |
| 2026  | No clasificado                               | 10.º                                         | 16                                           | 2                                            | 4                                            | 10                                           | 9                                            | 24                                           | -15                                          | Eduardo Vargas (3)                                                   |
| Total | 9 - 14                                       | 6.º                                          | 177                                          | 66                                           | 36                                           | 75                                           | 241                                          | 244                                          | -3                                           | Alexis Sánchez (20)                                                  |

### Resultados
| País            | PJ  | PG | PE | PP | GF  | GC  | DG  | EFE   |
| --------------- | --- | -- | -- | -- | --- | --- | --- | ----- |
| Argentina       | 18  | 1  | 4  | 13 | 11  | 35  | -24 | 4,2%  |
| Bolivia         | 18  | 10 | 3  | 5  | 32  | 18  | +14 | 55,5% |
| Brasil          | 15  | 2  | 2  | 11 | 10  | 31  | -21 | 6,4%  |
| Colombia        | 18  | 4  | 7  | 7  | 30  | 32  | -2  | 33,3% |
| Ecuador         | 27  | 11 | 9  | 7  | 36  | 26  | +10 | 57,2% |
| Paraguay        | 22  | 9  | 2  | 11 | 24  | 30  | -6  | 42,8% |
| Perú            | 23  | 13 | 3  | 7  | 39  | 27  | +12 | 58,8% |
| Unión Soviética | 2   | 1  | 1  | 0  | 2   | 0   | +2  | 66,6% |
| Uruguay         | 19  | 4  | 4  | 11 | 16  | 28  | -12 | 28,8% |
| Venezuela       | 18  | 13 | 2  | 3  | 45  | 18  | +27 | 72,2% |
| Total           | 180 | 68 | 37 | 75 | 245 | 245 | +0  | 37,8% |

## Eliminatorias delsigloXX

### Eliminatorias paraSuiza 1954
- Información según CeroaCero[4]

| Fecha                 | Lugar          |          |                     | Resultado |                     |          |
| --------------------- | -------------- | -------- | ------------------- | --------- | ------------------- | -------- |
| 14 de febrero de 1954 | Asunción       | Paraguay | Bandera de Paraguay | 4:0 (1:0) | Bandera de Chile    | Chile    |
| 21 de febrero de 1954 | Santiago       | Chile    | Bandera de Chile    | 1:3 (1:1) | Bandera de Paraguay | Paraguay |
| 28 de febrero de 1954 | Santiago       | Chile    | Bandera de Chile    | 0:2 (0:1) | Bandera de Brasil   | Brasil   |
| 14 de marzo de 1954   | Río de Janeiro | Brasil   | Bandera de Brasil   | 1:0 (1:0) | Bandera de Chile    | Chile    |

### Eliminatorias paraSuecia 1958
- Información según CeroaCero[5]

| Fecha                    | Lugar        |           |                      | Resultado |                      |           |
| ------------------------ | ------------ | --------- | -------------------- | --------- | -------------------- | --------- |
| 22 de septiembre de 1957 | Santiago     | Chile     | Bandera de Chile     | 2:1 (0:1) | Bandera de Bolivia   | Bolivia   |
| 29 de septiembre de 1957 | La Paz       | Bolivia   | Bandera de Bolivia   | 3:0 (1:0) | Bandera de Chile     | Chile     |
| 13 de octubre de 1957    | Santiago     | Chile     | Bandera de Chile     | 0:2 (0:1) | Bandera de Argentina | Argentina |
| 20 de octubre de 1957    | Buenos Aires | Argentina | Bandera de Argentina | 4:0 (4:0) | Bandera de Chile     | Chile     |

### Eliminatorias paraInglaterra 1966
- Información según CeroaCero[6]

| Fecha                | Lugar        |          |                     | Resultado |                     |          |
| -------------------- | ------------ | -------- | ------------------- | --------- | ------------------- | -------- |
| 1 de agosto de 1965  | Santiago     | Chile    | Bandera de Chile    | 7:2 (4:1) | Bandera de Colombia | Colombia |
| 7 de agosto de 1965  | Barranquilla | Colombia | Bandera de Colombia | 2:0 (0:0) | Bandera de Chile    | Chile    |
| 15 de agosto de 1965 | Guayaquil    | Ecuador  | Bandera de Ecuador  | 2:2 (1:1) | Bandera de Chile    | Chile    |
| 22 de agosto de 1965 | Santiago     | Chile    | Bandera de Chile    | 3:1 (1:1) | Bandera de Ecuador  | Ecuador  |

#### Desempate
- Información según CeroaCero[7]

| Fecha                 | Lugar |       |                  | Resultado |                    |         |
| --------------------- | ----- | ----- | ---------------- | --------- | ------------------ | ------- |
| 12 de octubre de 1965 | Lima  | Chile | Bandera de Chile | 2:1 (2:0) | Bandera de Ecuador | Ecuador |

### Eliminatorias paraMéxico 1970
- Información según CeroaCero[8]

| Fecha                | Lugar      |         |                    | Resultado |                    |         |
| -------------------- | ---------- | ------- | ------------------ | --------- | ------------------ | ------- |
| 13 de julio de 1969  | Santiago   | Chile   | Bandera de Chile   | 0:0       | Bandera de Uruguay | Uruguay |
| 27 de julio de 1969  | Santiago   | Chile   | Bandera de Chile   | 4:1 (0:0) | Bandera de Ecuador | Ecuador |
| 3 de agosto de 1969  | Guayaquil  | Ecuador | Bandera de Ecuador | 1:1 (1:0) | Bandera de Chile   | Chile   |
| 10 de agosto de 1969 | Montevideo | Uruguay | Bandera de Uruguay | 2:0 (1:0) | Bandera de Chile   | Chile   |

### Eliminatorias paraAlemania 1974
- Información según CeroaCero[9]

| Fecha               | Lugar    |       |                  | Resultado |                  |       |
| ------------------- | -------- | ----- | ---------------- | --------- | ---------------- | ----- |
| 29 de abril de 1973 | Lima     | Perú  | Bandera de Perú  | 2:0 (1:0) | Bandera de Chile | Chile |
| 13 de mayo de 1973  | Santiago | Chile | Bandera de Chile | 2:0 (0:0) | Bandera de Perú  | Perú  |

#### Desempate
- Información según CeroaCero[10]

| Fecha               | Lugar      |       |                  | Resultado |                 |      |
| ------------------- | ---------- | ----- | ---------------- | --------- | --------------- | ---- |
| 5 de agosto de 1973 | Montevideo | Chile | Bandera de Chile | 2:1 (1:1) | Bandera de Perú | Perú |

### Eliminatorias paraArgentina 1978
- Información según CeroaCero[11]

| Fecha                 | Lugar     |         |                    | Resultado |                    |         |
| --------------------- | --------- | ------- | ------------------ | --------- | ------------------ | ------- |
| 27 de febrero de 1977 | Guayaquil | Ecuador | Bandera de Ecuador | 0:1 (0:1) | Bandera de Chile   | Chile   |
| 6 de marzo de 1977    | Santiago  | Chile   | Bandera de Chile   | 1:1 (1:0) | Bandera de Perú    | Perú    |
| 20 de marzo de 1977   | Santiago  | Chile   | Bandera de Chile   | 3:0 (2:0) | Bandera de Ecuador | Ecuador |
| 26 de marzo de 1977   | Lima      | Perú    | Bandera de Perú    | 2:0 (0:0) | Bandera de Chile   | Chile   |

### Eliminatorias paraEspaña 1982
- Información según CeroaCero[12]

| Fecha               | Lugar     |          |                     | Resultado |                     |          |
| ------------------- | --------- | -------- | ------------------- | --------- | ------------------- | -------- |
| 24 de mayo de 1981  | Guayaquil | Ecuador  | Bandera de Ecuador  | 0:0       | Bandera de Chile    | Chile    |
| 7 de junio de 1981  | Asunción  | Paraguay | Bandera de Paraguay | 0:1 (0:0) | Bandera de Chile    | Chile    |
| 14 de junio de 1981 | Santiago  | Chile    | Bandera de Chile    | 2:0 (1:0) | Bandera de Ecuador  | Ecuador  |
| 21 de junio de 1981 | Santiago  | Chile    | Bandera de Chile    | 3:0 (3:0) | Bandera de Paraguay | Paraguay |

### Eliminatorias paraMéxico 1986
- Información según CeroaCero[13]

| Fecha               | Lugar      |         |                    | Resultado |                    |         |
| ------------------- | ---------- | ------- | ------------------ | --------- | ------------------ | ------- |
| 3 de marzo de 1985  | Quito      | Ecuador | Bandera de Ecuador | 1:1 (1:1) | Bandera de Chile   | Chile   |
| 17 de marzo de 1985 | Santiago   | Chile   | Bandera de Chile   | 6:2 (4:2) | Bandera de Ecuador | Ecuador |
| 24 de marzo de 1985 | Santiago   | Chile   | Bandera de Chile   | 2:0 (1:0) | Bandera de Uruguay | Uruguay |
| 7 de abril de 1985  | Montevideo | Uruguay | Bandera de Uruguay | 2:1 (1:1) | Bandera de Chile   | Chile   |

#### Repesca (Grupo B)
- Información según CeroaCero[14]

| Fecha                  | Lugar    |       |                  | Resultado |                  |       |
| ---------------------- | -------- | ----- | ---------------- | --------- | ---------------- | ----- |
| 27 de octubre de 1985  | Santiago | Chile | Bandera de Chile | 4:2 (3:1) | Bandera de Perú  | Perú  |
| 3 de noviembre de 1985 | Lima     | Perú  | Bandera de Perú  | 0:1 (0:0) | Bandera de Chile | Chile |

#### Repesca (Grupo final)
- Información según CeroaCero[15]

| Fecha                   | Lugar    |          |                     | Resultado |                     |          |
| ----------------------- | -------- | -------- | ------------------- | --------- | ------------------- | -------- |
| 10 de noviembre de 1985 | Asunción | Paraguay | Bandera de Paraguay | 3:0 (1:0) | Bandera de Chile    | Chile    |
| 17 de noviembre de 1985 | Santiago | Chile    | Bandera de Chile    | 2:2 (1:2) | Bandera de Paraguay | Paraguay |

### Eliminatorias paraItalia 1990
- Información según CeroaCero[16]

| Fecha                   | Lugar          |           |                      | Resultado |                      |           |
| ----------------------- | -------------- | --------- | -------------------- | --------- | -------------------- | --------- |
| 6 de agosto de 1989     | Caracas        | Venezuela | Bandera de Venezuela | 1:3 (0:2) | Bandera de Chile     | Chile     |
| 13 de agosto de 1989    | Santiago       | Chile     | Bandera de Chile     | 1:1 (0:0) | Bandera de Brasil    | Brasil    |
| 27 de agosto de 1989    | Mendoza        | Chile     | Bandera de Chile     | 5:0 (3:0) | Bandera de Venezuela | Venezuela |
| 3 de septiembre de 1989 | Río de Janeiro | Brasil    | Bandera de Brasil    | 2:0       | Bandera de Chile     | Chile     |

### Eliminatorias paraFrancia 1998
- Información según FIFA[19]

#### Primera ronda
| Fecha                   | Lugar        |           |                      | Resultado |                    |         |
| ----------------------- | ------------ | --------- | -------------------- | --------- | ------------------ | ------- |
| 2 de junio de 1996      | Barinas      | Venezuela | Bandera de Venezuela | 1:1 (1:0) | Bandera de Chile   | Chile   |
| 6 de julio de 1996      | Santiago     | Chile     | Bandera de Chile     | 4:1 (1:0) | Bandera de Ecuador | Ecuador |
| 1 de septiembre de 1996 | Barranquilla | Colombia  | Bandera de Colombia  | 4:1 (3:0) | Bandera de Chile   | Chile   |
| 9 de octubre de 1996    | Asunción     | Paraguay  | Bandera de Paraguay  | 2:1 (1:1) | Bandera de Chile   | Chile   |
| 12 de noviembre de 1996 | Santiago     | Chile     | Bandera de Chile     | 1:0 (0:0) | Bandera de Uruguay | Uruguay |
| 15 de diciembre de 1996 | Buenos Aires | Argentina | Bandera de Argentina | 1:1 (0:0) | Bandera de Chile   | Chile   |
| 12 de enero de 1997     | Lima         | Perú      | Bandera de Perú      | 2:1 (2:0) | Bandera de Chile   | Chile   |
| 12 de febrero de 1997   | La Paz       | Bolivia   | Bandera de Bolivia   | 1:1 (1:1) | Bandera de Chile   | Chile   |

#### Segunda ronda
| Fecha                    | Lugar      |         |                    | Resultado |                      |           |
| ------------------------ | ---------- | ------- | ------------------ | --------- | -------------------- | --------- |
| 29 de abril de 1997      | Santiago   | Chile   | Bandera de Chile   | 6:0 (3:0) | Bandera de Venezuela | Venezuela |
| 8 de junio de 1997       | Quito      | Ecuador | Bandera de Ecuador | 1:1 (1:0) | Bandera de Chile     | Chile     |
| 5 de julio de 1997       | Santiago   | Chile   | Bandera de Chile   | 4:1 (3:0) | Bandera de Colombia  | Colombia  |
| 20 de julio de 1997      | Santiago   | Chile   | Bandera de Chile   | 2:1 (1:0) | Bandera de Paraguay  | Paraguay  |
| 20 de agosto de 1997     | Montevideo | Uruguay | Bandera de Uruguay | 1:0 (1:0) | Bandera de Chile     | Chile     |
| 10 de septiembre de 1997 | Santiago   | Chile   | Bandera de Chile   | 1:2 (1:1) | Bandera de Argentina | Argentina |
| 12 de octubre de 1997    | Santiago   | Chile   | Bandera de Chile   | 4:0 (1:0) | Bandera de Perú      | Perú      |
| 16 de noviembre de 1997  | Santiago   | Chile   | Bandera de Chile   | 3:0 (2:0) | Bandera de Bolivia   | Bolivia   |

## Eliminatorias delsigloXXI

### Eliminatorias paraCorea - Japón 2002
- Información según FIFA[20]

#### Primera ronda
| Fecha                   | Lugar         |           |                      | Resultado |                     |          |
| ----------------------- | ------------- | --------- | -------------------- | --------- | ------------------- | -------- |
| 29 de marzo de 2000     | Buenos Aires  | Argentina | Bandera de Argentina | 4:1 (2:1) | Bandera de Chile    | Chile    |
| 26 de abril de 2000     | Santiago      | Chile     | Bandera de Chile     | 1:1 (0:1) | Bandera de Perú     | Perú     |
| 3 de junio de 2000      | Montevideo    | Uruguay   | Bandera de Uruguay   | 2:1 (2:1) | Bandera de Chile    | Chile    |
| 29 de junio de 2000     | Santiago      | Chile     | Bandera de Chile     | 3:1 (2:0) | Bandera de Paraguay | Paraguay |
| 19 de julio de 2000     | La Paz        | Bolivia   | Bandera de Bolivia   | 1:0 (0:0) | Bandera de Chile    | Chile    |
| 25 de julio de 2000     | San Cristóbal | Venezuela | Bandera de Venezuela | 0:2 (0:0) | Bandera de Chile    | Chile    |
| 15 de agosto de 2000    | Santiago      | Chile     | Bandera de Chile     | 3:0 (2:0) | Bandera de Brasil   | Brasil   |
| 2 de septiembre de 2000 | Santiago      | Chile     | Bandera de Chile     | 0:1 (0:0) | Bandera de Colombia | Colombia |
| 8 de octubre de 2000    | Quito         | Ecuador   | Bandera de Ecuador   | 1:0 (0:0) | Bandera de Chile    | Chile    |

#### Segunda ronda
| Fecha                   | Lugar    |          |                     | Resultado |                      |           |
| ----------------------- | -------- | -------- | ------------------- | --------- | -------------------- | --------- |
| 15 de noviembre de 2000 | Santiago | Chile    | Bandera de Chile    | 0:2 (0:1) | Bandera de Argentina | Argentina |
| 27 de marzo de 2001     | Lima     | Perú     | Bandera de Perú     | 3:1 (0:0) | Bandera de Chile     | Chile     |
| 24 de abril de 2001     | Santiago | Chile    | Bandera de Chile    | 0:1 (0:1) | Bandera de Uruguay   | Uruguay   |
| 2 de junio de 2001      | Asunción | Paraguay | Bandera de Paraguay | 1:0 (0:0) | Bandera de Chile     | Chile     |
| 14 de agosto de 2001    | Santiago | Chile    | Bandera de Chile    | 2:2 (1:1) | Bandera de Bolivia   | Bolivia   |
| 4 de septiembre de 2001 | Santiago | Chile    | Bandera de Chile    | 0:2 (0:0) | Bandera de Venezuela | Venezuela |
| 7 de octubre de 2001    | Curitiba | Brasil   | Bandera de Brasil   | 2:0 (0:0) | Bandera de Chile     | Chile     |
| 7 de noviembre de 2001  | Bogotá   | Colombia | Bandera de Colombia | 3:1 (1:1) | Bandera de Chile     | Chile     |
| 14 de noviembre de 2001 | Santiago | Chile    | Bandera de Chile    | 0:0       | Bandera de Ecuador   | Ecuador   |

### Eliminatorias paraAlemania 2006
- Información según FIFA[21]

#### Primera ronda
| Fecha                   | Lugar         |           |                      | Resultado |                     |          |
| ----------------------- | ------------- | --------- | -------------------- | --------- | ------------------- | -------- |
| 6 de septiembre de 2003 | Buenos Aires  | Argentina | Bandera de Argentina | 2:2 (2:0) | Bandera de Chile    | Chile    |
| 9 de septiembre de 2003 | Santiago      | Chile     | Bandera de Chile     | 2:1 (1:0) | Bandera de Perú     | Perú     |
| 15 de noviembre de 2003 | Montevideo    | Uruguay   | Bandera de Uruguay   | 2:1 (1:1) | Bandera de Chile    | Chile    |
| 18 de noviembre de 2003 | Santiago      | Chile     | Bandera de Chile     | 0:1 (0:1) | Bandera de Paraguay | Paraguay |
| 30 de marzo de 2004     | La Paz        | Bolivia   | Bandera de Bolivia   | 0:2 (0:1) | Bandera de Chile    | Chile    |
| 1 de junio de 2004      | San Cristóbal | Venezuela | Bandera de Venezuela | 0:1 (0:0) | Bandera de Chile    | Chile    |
| 6 de junio de 2004      | Santiago      | Chile     | Bandera de Chile     | 1:1 (0:1) | Bandera de Brasil   | Brasil   |
| 5 de septiembre de 2004 | Santiago      | Chile     | Bandera de Chile     | 0:0       | Bandera de Colombia | Colombia |
| 10 de octubre de 2004   | Quito         | Ecuador   | Bandera de Ecuador   | 2:0 (0:0) | Bandera de Chile    | Chile    |

#### Segunda ronda
| Fecha                   | Lugar        |          |                     | Resultado |                      |           |
| ----------------------- | ------------ | -------- | ------------------- | --------- | -------------------- | --------- |
| 13 de octubre de 2004   | Santiago     | Chile    | Bandera de Chile    | 0:0       | Bandera de Argentina | Argentina |
| 17 de noviembre de 2004 | Lima         | Perú     | Bandera de Perú     | 2:1 (0:0) | Bandera de Chile     | Chile     |
| 26 de marzo de 2005     | Santiago     | Chile    | Bandera de Chile    | 1:1 (0:1) | Bandera de Uruguay   | Uruguay   |
| 30 de marzo de 2005     | Asunción     | Paraguay | Bandera de Paraguay | 2:1 (1:0) | Bandera de Chile     | Chile     |
| 4 de junio de 2005      | Santiago     | Chile    | Bandera de Chile    | 3:1 (2:0) | Bandera de Bolivia   | Bolivia   |
| 8 de junio de 2005      | Santiago     | Chile    | Bandera de Chile    | 2:1 (1:0) | Bandera de Venezuela | Venezuela |
| 4 de septiembre de 2005 | Brasilia     | Brasil   | Bandera de Brasil   | 5:0 (4:0) | Bandera de Chile     | Chile     |
| 8 de octubre de 2005    | Barranquilla | Colombia | Bandera de Colombia | 1:1 (1:0) | Bandera de Chile     | Chile     |
| 12 de octubre de 2005   | Santiago     | Chile    | Bandera de Chile    | 0:0       | Bandera de Ecuador   | Ecuador   |

### Eliminatorias paraSudáfrica 2010
- Información según FIFA[22]

#### Primera ronda
| Fecha                    | Lugar          |           |                      | Resultado |                     |          |
| ------------------------ | -------------- | --------- | -------------------- | --------- | ------------------- | -------- |
| 13 de octubre de 2007    | Buenos Aires   | Argentina | Bandera de Argentina | 2:0 (1:0) | Bandera de Chile    | Chile    |
| 17 de octubre de 2007    | Santiago       | Chile     | Bandera de Chile     | 2:0 (1:0) | Bandera de Perú     | Perú     |
| 18 de noviembre de 2007  | Montevideo     | Uruguay   | Bandera de Uruguay   | 2:2 (1:0) | Bandera de Chile    | Chile    |
| 21 de noviembre de 2007  | Santiago       | Chile     | Bandera de Chile     | 0:3 (0:2) | Bandera de Paraguay | Paraguay |
| 15 de junio de 2008      | La Paz         | Bolivia   | Bandera de Bolivia   | 0:2 (0:1) | Bandera de Chile    | Chile    |
| 19 de junio de 2008      | Puerto La Cruz | Venezuela | Bandera de Venezuela | 2:3 (0:0) | Bandera de Chile    | Chile    |
| 7 de septiembre de 2008  | Santiago       | Chile     | Bandera de Chile     | 0:3 (0:2) | Bandera de Brasil   | Brasil   |
| 10 de septiembre de 2008 | Santiago       | Chile     | Bandera de Chile     | 4:0 (2:0) | Bandera de Colombia | Colombia |
| 12 de octubre de 2008    | Quito          | Ecuador   | Bandera de Ecuador   | 1:0 (0:0) | Bandera de Chile    | Chile    |

#### Segunda ronda
| Fecha                   | Lugar             |          |                     | Resultado |                      |           |
| ----------------------- | ----------------- | -------- | ------------------- | --------- | -------------------- | --------- |
| 15 de octubre de 2008   | Santiago          | Chile    | Bandera de Chile    | 1:0 (1:0) | Bandera de Argentina | Argentina |
| 29 de marzo de 2009     | Lima              | Perú     | Bandera de Perú     | 1:3 (1:2) | Bandera de Chile     | Chile     |
| 1 de abril de 2009      | Santiago          | Chile    | Bandera de Chile    | 0:0       | Bandera de Uruguay   | Uruguay   |
| 6 de junio de 2009      | Asunción          | Paraguay | Bandera de Paraguay | 0:2 (0:1) | Bandera de Chile     | Chile     |
| 10 de junio de 2009     | Santiago          | Chile    | Bandera de Chile    | 4:0 (1:0) | Bandera de Bolivia   | Bolivia   |
| 5 de septiembre de 2009 | Santiago          | Chile    | Bandera de Chile    | 2:2 (1:2) | Bandera de Venezuela | Venezuela |
| 9 de septiembre de 2009 | Salvador de Bahía | Brasil   | Bandera de Brasil   | 4:2 (2:1) | Bandera de Chile     | Chile     |
| 10 de octubre de 2009   | Medellín          | Colombia | Bandera de Colombia | 2:4 (1:2) | Bandera de Chile     | Chile     |
| 14 de octubre de 2009   | Santiago          | Chile    | Bandera de Chile    | 1:0 (0:0) | Bandera de Ecuador   | Ecuador   |

### Eliminatorias paraBrasil 2014
- Información según FIFA[23]

#### Primera ronda
| Fecha                    | Lugar          |           |                      | Resultado |                     |          |
| ------------------------ | -------------- | --------- | -------------------- | --------- | ------------------- | -------- |
| 7 de octubre de 2011     | Buenos Aires   | Argentina | Bandera de Argentina | 4:1 (2:0) | Bandera de Chile    | Chile    |
| 11 de octubre de 2011    | Santiago       | Chile     | Bandera de Chile     | 4:2 (2:0) | Bandera de Perú     | Perú     |
| 11 de noviembre de 2011  | Montevideo     | Uruguay   | Bandera de Uruguay   | 4:0 (2:0) | Bandera de Chile    | Chile    |
| 15 de noviembre de 2011  | Santiago       | Chile     | Bandera de Chile     | 2:0 (1:0) | Bandera de Paraguay | Paraguay |
| 2 de junio de 2012       | La Paz         | Bolivia   | Bandera de Bolivia   | 0:2 (0:1) | Bandera de Chile    | Chile    |
| 9 de junio de 2012       | Puerto La Cruz | Venezuela | Bandera de Venezuela | 0:2 (0:0) | Bandera de Chile    | Chile    |
| 11 de septiembre de 2012 | Santiago       | Chile     | Bandera de Chile     | 1:3 (1:0) | Bandera de Colombia | Colombia |
| 12 de octubre de 2012    | Quito          | Ecuador   | Bandera de Ecuador   | 3:1 (1:1) | Bandera de Chile    | Chile    |

#### Segunda ronda
| Fecha                   | Lugar        |          |                     | Resultado |                      |           |
| ----------------------- | ------------ | -------- | ------------------- | --------- | -------------------- | --------- |
| 16 de octubre de 2012   | Santiago     | Chile    | Bandera de Chile    | 1:2 (0:2) | Bandera de Argentina | Argentina |
| 22 de marzo de 2013     | Lima         | Perú     | Bandera de Perú     | 1:0 (0:0) | Bandera de Chile     | Chile     |
| 26 de marzo de 2013     | Santiago     | Chile    | Bandera de Chile    | 2:0 (1:0) | Bandera de Uruguay   | Uruguay   |
| 7 de junio de 2013      | Asunción     | Paraguay | Bandera de Paraguay | 1:2 (0:1) | Bandera de Chile     | Chile     |
| 11 de junio de 2013     | Santiago     | Chile    | Bandera de Chile    | 3:1 (2:1) | Bandera de Bolivia   | Bolivia   |
| 6 de septiembre de 2013 | Santiago     | Chile    | Bandera de Chile    | 3:0 (2:0) | Bandera de Venezuela | Venezuela |
| 11 de octubre de 2013   | Barranquilla | Colombia | Bandera de Colombia | 3:3 (0:3) | Bandera de Chile     | Chile     |
| 15 de octubre de 2013   | Santiago     | Chile    | Bandera de Chile    | 2:1 (2:0) | Bandera de Ecuador   | Ecuador   |

### Eliminatorias paraRusia 2018
- Información según CeroaCero[24]

#### Primera ronda
| Fecha                   | Lugar      |           |                      | Resultado |                      |           |
| ----------------------- | ---------- | --------- | -------------------- | --------- | -------------------- | --------- |
| 8 de octubre de 2015    | Santiago   | Chile     | Bandera de Chile     | 2:0 (0:0) | Bandera de Brasil    | Brasil    |
| 13 de octubre de 2015   | Lima       | Perú      | Bandera de Perú      | 3:4 (2:3) | Bandera de Chile     | Chile     |
| 12 de noviembre de 2015 | Santiago   | Chile     | Bandera de Chile     | 1:1 (1:0) | Bandera de Colombia  | Colombia  |
| 17 de noviembre de 2015 | Montevideo | Uruguay   | Bandera de Uruguay   | 3:0 (1:0) | Bandera de Chile     | Chile     |
| 24 de marzo de 2016     | Santiago   | Chile     | Bandera de Chile     | 1:2 (1:2) | Bandera de Argentina | Argentina |
| 29 de marzo de 2016     | Barinas    | Venezuela | Bandera de Venezuela | 1:4 (1:1) | Bandera de Chile     | Chile     |
| 1 de septiembre de 2016 | Asunción   | Paraguay  | Bandera de Paraguay  | 2:1 (2:1) | Bandera de Chile     | Chile     |
| 6 de septiembre de 2016 | Santiago   | Chile     | Bandera de Chile     | 0:0 — 3:0 | Bandera de Bolivia   | Bolivia   |
| 6 de octubre de 2016    | Quito      | Ecuador   | Bandera de Ecuador   | 3:0 (2:0) | Bandera de Chile     | Chile     |

#### Segunda ronda
| Fecha                   | Lugar        |           |                      | Resultado |                      |           |
| ----------------------- | ------------ | --------- | -------------------- | --------- | -------------------- | --------- |
| 11 de octubre de 2016   | Santiago     | Chile     | Bandera de Chile     | 2:1 (1:0) | Bandera de Perú      | Perú      |
| 10 de noviembre de 2016 | Barranquilla | Colombia  | Bandera de Colombia  | 0:0       | Bandera de Chile     | Chile     |
| 15 de noviembre de 2016 | Santiago     | Chile     | Bandera de Chile     | 3:1 (1:1) | Bandera de Uruguay   | Uruguay   |
| 23 de marzo de 2017     | Buenos Aires | Argentina | Bandera de Argentina | 1:0 (1:0) | Bandera de Chile     | Chile     |
| 28 de marzo de 2017     | Santiago     | Chile     | Bandera de Chile     | 3:1 (3:0) | Bandera de Venezuela | Venezuela |
| 31 de agosto de 2017    | Santiago     | Chile     | Bandera de Chile     | 0:3 (0:1) | Bandera de Paraguay  | Paraguay  |
| 5 de septiembre de 2017 | La Paz       | Bolivia   | Bandera de Bolivia   | 1:0 (0:0) | Bandera de Chile     | Chile     |
| 5 de octubre de 2017    | Santiago     | Chile     | Bandera de Chile     | 2:1 (1:0) | Bandera de Ecuador   | Ecuador   |
| 10 de octubre de 2017   | São Paulo    | Brasil    | Bandera de Brasil    | 3:0 (0:0) | Bandera de Chile     | Chile     |

### Eliminatorias paraCatar 2022
- Información según CeroaCero[25]

#### Primera ronda
| Fecha                   | Lugar               |           |                      | Resultado |                     |          |
| ----------------------- | ------------------- | --------- | -------------------- | --------- | ------------------- | -------- |
| 8 de octubre de 2020    | Montevideo          | Uruguay   | Bandera de Uruguay   | 2:1 (1:0) | Bandera de Chile    | Chile    |
| 13 de octubre de 2020   | Santiago            | Chile     | Bandera de Chile     | 2:2 (2:1) | Bandera de Colombia | Colombia |
| 13 de noviembre de 2020 | Santiago            | Chile     | Bandera de Chile     | 2:0 (2:0) | Bandera de Perú     | Perú     |
| 17 de noviembre de 2020 | Caracas             | Venezuela | Bandera de Venezuela | 2:1 (1:1) | Bandera de Chile    | Chile    |
| 10 de octubre de 2021   | Santiago            | Chile     | Bandera de Chile     | 2:0 (0:0) | Bandera de Paraguay | Paraguay |
| 5 de septiembre de 2021 | Quito               | Ecuador   | Bandera de Ecuador   | 0:0       | Bandera de Chile    | Chile    |
| 3 de junio de 2021      | Santiago del Estero | Argentina | Bandera de Argentina | 1:1 (1:1) | Bandera de Chile    | Chile    |
| 8 de junio de 2021      | Santiago            | Chile     | Bandera de Chile     | 1:1 (0:0) | Bandera de Bolivia  | Bolivia  |
| 2 de septiembre de 2021 | Santiago            | Chile     | Bandera de Chile     | 0:1 (0:0) | Bandera de Brasil   | Brasil   |

#### Segunda ronda
| Fecha                   | Lugar          |          |                     | Resultado |                      |           |
| ----------------------- | -------------- | -------- | ------------------- | --------- | -------------------- | --------- |
| 9 de septiembre de 2021 | Barranquilla   | Colombia | Bandera de Colombia | 3:1 (2:0) | Bandera de Chile     | Chile     |
| 7 de octubre de 2021    | Lima           | Perú     | Bandera de Perú     | 2:0 (1:0) | Bandera de Chile     | Chile     |
| 14 de octubre de 2021   | Santiago       | Chile    | Bandera de Chile    | 3:0 (2:0) | Bandera de Venezuela | Venezuela |
| 11 de noviembre de 2021 | Asunción       | Paraguay | Bandera de Paraguay | 0:1 (0:0) | Bandera de Chile     | Chile     |
| 16 de noviembre de 2021 | Santiago       | Chile    | Bandera de Chile    | 0:2 (0:1) | Bandera de Ecuador   | Ecuador   |
| 27 de enero de 2022     | Calama         | Chile    | Bandera de Chile    | 1:2 (1:2) | Bandera de Argentina | Argentina |
| 1 de febrero de 2022    | La Paz         | Bolivia  | Bandera de Bolivia  | 2:3 (1:1) | Bandera de Chile     | Chile     |
| 24 de marzo de 2022     | Río de Janeiro | Brasil   | Bandera de Brasil   | 4:0 (2:0) | Bandera de Chile     | Chile     |
| 29 de marzo de 2022     | Santiago       | Chile    | Bandera de Chile    | 0:2 (0:0) | Bandera de Uruguay   | Uruguay   |

### Eliminatorias paraCanadá, Estados Unidos y México 2026

#### Primera ronda
| Fecha                    | Lugar        |           |                      | Resultado |                     |          |
| ------------------------ | ------------ | --------- | -------------------- | --------- | ------------------- | -------- |
| 7 de septiembre de 2023  | Montevideo   | Uruguay   | Bandera de Uruguay   | 3:1 (2:0) | Bandera de Chile    | Chile    |
| 12 de septiembre de 2023 | Santiago     | Chile     | Bandera de Chile     | 0:0       | Bandera de Colombia | Colombia |
| 12 de octubre de 2023    | Santiago     | Chile     | Bandera de Chile     | 2:0 (0:0) | Bandera de Perú     | Perú     |
| 17 de octubre de 2023    | Maturín      | Venezuela | Bandera de Venezuela | 3:0 (1:0) | Bandera de Chile    | Chile    |
| 16 de noviembre de 2023  | Santiago     | Chile     | Bandera de Chile     | 0:0       | Bandera de Paraguay | Paraguay |
| 21 de noviembre de 2023  | Quito        | Ecuador   | Bandera de Ecuador   | 1:0 (1:0) | Bandera de Chile    | Chile    |
| 5 de septiembre de 2024  | Buenos Aires | Argentina | Bandera de Argentina | 3:0 (0:0) | Bandera de Chile    | Chile    |
| 10 de septiembre de 2024 | Santiago     | Chile     | Bandera de Chile     | 1:2 (1:2) | Bandera de Bolivia  | Bolivia  |
| 10 de octubre de 2024    | Santiago     | Chile     | Bandera de Chile     | 1:2 (1:1) | Bandera de Brasil   | Brasil   |

#### Segunda ronda
| Fecha                   | Lugar        |          |                     | Resultado |                      |           |
| ----------------------- | ------------ | -------- | ------------------- | --------- | -------------------- | --------- |
| 15 de octubre de 2024   | Barranquilla | Colombia | Bandera de Colombia | 4:0 (1:0) | Bandera de Chile     | Chile     |
| 15 de noviembre de 2024 | Lima         | Perú     | Bandera de Perú     | 0:0       | Bandera de Chile     | Chile     |
| 19 de noviembre de 2024 | Santiago     | Chile    | Bandera de Chile    | 4:2 (3:2) | Bandera de Venezuela | Venezuela |
| 20 de marzo de 2025     | Asunción     | Paraguay | Bandera de Paraguay | 1:0 (0:0) | Bandera de Chile     | Chile     |
| 25 de marzo de 2025     | Santiago     | Chile    | Bandera de Chile    | 0:0       | Bandera de Ecuador   | Ecuador   |
| 5 de junio de 2025      | Santiago     | Chile    | Bandera de Chile    | 0:1 (0:1) | Bandera de Argentina | Argentina |
| 10 de junio de 2025     | El Alto      | Bolivia  | Bandera de Bolivia  | 2:0 (1:0) | Bandera de Chile     | Chile     |
| 4 de septiembre de 2025 |              | Brasil   | Bandera de Brasil   | vs.       | Bandera de Chile     | Chile     |
| 9 de septiembre de 2025 | Santiago     | Chile    | Bandera de Chile    | vs.       | Bandera de Uruguay   | Uruguay   |